# 1998년 11월
| 1998년: 1월 · 2월 · 3월 · 4월 · 5월 · 6월 · 7월 · 8월 · 9월 · 10월 · 11월 · 12월 |

| <           | 1998년 11월 | 1998년 11월 | 1998년 11월 | 1998년 11월  | 1998년 11월 | >          |
| 일          | 월          | 화          | 수          | 목           | 금          | 토         |
| 1 9.13 임자 | 2 14 계축   | 3 15 갑인   | 4 16 을묘   | 5 17 병진    | 6 18 정사   | 7 19 무오  |
| 8 20 기미   | 9 21 경신   | 10 22 신유  | 11 23 임술  | 12 24 계해   | 13 25 갑자  | 14 26 을축 |
| 15 27 병인  | 16 28 정묘  | 17 29 무진  | 18 30 기사  | 19 10.1 경오 | 20 2 신미   | 21 3 임신  |
| 22 4 계유   | 23 5 갑술   | 24 6 을해   | 25 7 병자   | 26 8 정축    | 27 9 무인   | 28 10 기묘 |
| 29 11 경진  | 30 12 신사  |             |             |              |             |            |

| 편집하기 |

## 1998년11월 24일
- 이슬라마바드에서 중국, 파키스탄, 카자흐스탄, 키르키스스탄 등 4국이 국경통과운송협정을 조인했다.

## 1998년11월 18일
- 금강산 관광이 시작되었다.

## 1998년11월 6일
- 서울월드컵경기장 기공식이 열렸다.